# UMuziwabantu
uMuziwabantu – gmina w Republice Południowej Afryki, w prowincji KwaZulu-Natal, w dystrykcie Ugu. Siedzibą administracyjną gminy jest Harding.